# Der er et yndigt land
Der er et yndigt land (Ima jedna divna zemlja) je građanska nacionalna himna Danske. U prisusutvu kraljevske obitelji, koristi se kraljevska himna, Kong Kristian stod ved højen mast.
Stihove je 1819. napisao Adam Gottlob Oehlenschläger pod motom "Ille terrarum mihi praeter omnes angulus ridet" (Horacije; "Ovo mi se mjesto smiješi više od drugih". Glazbu je 1835. skladao H.E. Krøyer, a kasnije prepravke su izveli Th. Laub i Carl Nielsen.

## Stihovi nadanskom
Der er et yndigt land,
det står med brede bøge
nær salten østerstrand
Det bugter sig i bakke, dal,
det hedder gamle Danmark
og det er Frejas sal
Der sad i fordums tid
de harniskklædte kæmper,
udhvilede fra strid
Så drog de frem til fjenders mén,
nu hvile deres bene
bag højens bautasten
Det land endnu er skønt,
ti blå sig søen bælter,
og løvet står så grønt
Og ædle kvinder, skønne mø'r
og mænd og raske svende
bebo de danskes øer
Hil drot og fædreland!
Hil hver en danneborger,
som virker, hvad han kan!
Vort gamle Danmark skal bestå,
så længe bøgen spejler
sin top i bølgen blå

## Slobodni prijevod naengleski
There is a lovely land
with spreading, shady beeches
Near Baltic's salty strand
Its hills and valleys gently fall,
its ancient name is Denmark,
And it is Freya's hall
There in the ancient days
the armoured Vikings rested
Between their bloody frays
Then they went forth the foe to face,
now found in stone-set barrows,
Their final resting place
This land is still as fair,
the sea is blue around it,
And peace is cherished there
Strong men and noble women still
uphold their country's honour
With faithfulness and skill

## Doslovni prijevod na engleski
There is a lovely country
it stands with broad beech
near the salty eastern beach
It winds itself in hill, valley,
it is called old Denmark
and it is Freja's hall
There sat in former times,
the armour-suited giants,
rested from confict
Then they journeyed forwards to their enemies' injury,
now their bones are resting
behind the small hill's menhir
That country is still lovely,
because the sea waves so blue frolic,
and the foliage stands so green
And noble women, beautiful maidens,
and men and brisk swains
inhabit the Danes' islands
Hail king and fatherland!
Hail every a townsman,
that works, what he can
Our old Denmark shall endure,
as long the beech reflects
its top in the wave so blue

## Vanjske poveznice
- MIDI file
- MP3 file